# ویدومیتسه
ویدومیتسه (به لاتین: Vědomice) یک منطقهٔ مسکونی در جمهوری چک است که در شهرستان لیتومیه‌رژیتسه واقع شده‌است. ویدومیتسه ۵٫۴۶ کیلومتر مربع مساحت و ۱٬۲۶۰ نفر جمعیت دارد و ۱۵۵ متر بالاتر از سطح دریا واقع شده‌است.